# 經濟民族主義
經濟民族主義，又稱經濟民粹主義，是一種比其他市場機制更傾應該只向於經濟干預主義的意識形態，其政策包括對經濟，勞動力和資本形成的控制，比如施加關稅和其他限制勞動力、貨物和資本的流動的方式。經濟民族主義的核心信念是市場屬於國家，應該服務於國家利益（例如國家安全和積累軍事力量）。經濟民族主義者反對全球化，質疑自由貿易的好處，贊成保護主義並主張自給自足。重商主義是經濟民族主義的變種。經濟民族主義者傾向於將國際貿易視為零和博弈，目標是獲得相對收益，而不是共同收益。
經濟民族主義傾向於強調工業化，並要求國家支持幫助工業，因為他們認為工業對其他經濟具有積極的溢出效應，增強了國家的自給自足和政治自主性。

## 歷史
雖然經濟民族主義一詞的最早使用經常被歸於1993年法國國會議員伯納德·卡恩，但有證據表明該詞早在更早之前就已被使用。1985年，美國作家威廉·薩菲爾在使用它捍衛雷根總統提出的戰略防禦倡議導彈防禦系統的提議時，就說過“我們的共同點是民族主義——軍事和經濟愛國主義——這使我們傾向於 全民國防。”
在1800年代中後期，意大利經濟思想家開始傾向於弗里德里希·李斯特的理論。 在亞歷山德羅·羅西 (Alessandro Rossi) 等意大利經濟學家的領導下，支持保護主義的政策勢頭強勁。 意大利政府此前一直無視意大利工業，轉而支持與法國的貿易， 似乎對其他歐洲大國實現現代化並通過其殖民地獲得影響力一事沒有太大的擔憂。在貿易保護主義勢頭下，從紡織品到陶瓷製造商的各種團體開始向意大利政府施加壓力，儘管意大利政府其後願意徵收關稅，但工業家們認為這還不夠。 1887年，工業化和保護主義的推動使意大利迅速陷入經濟危機，暴露了意大利的工業困境。

## 對經濟民族主義的批評
消費者對本地商品的偏好賦予本地生產商壟斷權力，使他們能夠提高價格以獲取更大的利潤。 生產本地產品的公司可以為該產品收取溢價。 喜歡本地生產商產品的消費者最終可能會被追求利潤最大化的本地生產商所剝削。 例如; 美國的保護主義政策對外國汽車徵收關稅，賦予當地生產商（福特和通用汽車市場）市場權力，使他們能夠提高汽車價格，這對面臨更少選擇和更高價格的美國消費者產生了負面影響。 如果消費者對本地生產的商品表現出偏好，則本地生產的商品可以吸引溢價，因此如果外國商品的生產成本低於本地商品，公司就有動力將外國商品冒充本地商品。
雷蒙德·萊斯利·比爾批評經濟民族主義，認為它助長了國家之間的競爭和戰爭，因為它們有動機吞併包含資源、市場和海港的領土。

## 現代例子
以下清單將是經濟民族主義政策的例子：
米塔爾鋼鐵公司（印度）擬收購安賽樂（西班牙，法國和盧森堡）的提議。